# Angel fait équipe
Angel fait équipe est le 2e épisode de la saison 1 de la série télévisée Angel.

## Synopsis
Doyle a une vision d'un bar de Los Angeles, et les trois membres d'Angel Investigations s'y rendent. Pendant que Cordelia distribue ses cartes de visite, Angel fait la rencontre de Kate Lockley, une habituée, et décline ses avances. Le trio rentre bredouille mais Angel continue à enquêter sur ce qu'il pense être un tueur en série. Le lendemain soir, il apprend qu'un jeune homme client du bar a disparu la veille et se rend chez Sharon, la fille avec qui il était parti et qui a fait une autre conquête ce soir. Une fois sur place, il trouve Sharon morte et découvre que le garçon qu'elle a ramené abrite désormais un démon parasite qui change de corps après un rapport physique. Ils se battent mais le démon s'enfuit et Kate entre juste après dans l'appartement, revolver et plaque de police en main. Elle pense Angel coupable et celui-ci s'échappe à son tour. 
Angel téléphone à Kate et demande à la rencontrer au bar pour lui prouver qu'il n'est pas l'assassin. Kate retourne au bar mais se fait alors agresser par le barman en qui le démon parasite s'est infiltré. Angel arrive à temps pour empêcher le transfert de corps et, après un long combat, Angel et Kate finissent par tuer le démon parasite. Ils se réconcilient et décident de repartir sur de nouvelles bases. Angel avoue à Kate qu'il est détective privé, lui cachant néanmoins le côté surnaturel de l'affaire.

## Production
Le premier scénario écrit par David Fury pour l'épisode s'appelait Corrupt et impliquait que le personnage de Kate Lockley travaille sous couverture en se faisant passer pour une prostituée et soit accro au crack. Les responsables de The WB, ainsi qu'une partie de l'équipe des scénaristes, ont néanmoins trouvé que l'épisode était trop sinistre et il a été entièrement réécrit. C'est également dans cet épisode que les visions de Doyle sont montrées à l'écran. Bien que courtes et simples comparées aux visions suivantes, cette série de flashes lumineux a établi l'approche esthétique de la série.

## Statut particulier
Billie Doux, du site Doux Reviews, estime que l'épisode est agréable à suivre, bien que pas autant que le premier, et que l'ambiance, entre tristesse et frime, des bars de célibataires est restituée avec justesse. Ryan Bovay, du site Critically Touched, lui donne la note de B+, évoquant un épisode « sous-estimé » qui offre un aperçu « sombre mais réaliste des lieux de rencontre de célibataires ». Il ne donne pas beaucoup de place aux personnages de Cordelia et Doyle mais établit une « dynamique intéressante entre Angel et Kate », et son intrigue s'élève au-dessus de la moyenne grâce à un « monstre de la semaine » très convaincant.

## Distribution

### Acteurs crédités au générique
- David Boreanaz : Angel
- Charisma Carpenter : Cordelia Chase
- Glenn Quinn : Allen Francis Doyle

### Acteurs crédités en début d'épisode
- Elisabeth Röhm : Kate Lockley
- Lillian Birdsell : Sharon Richler
- Obi Ndefo : le barman
- Johnny Messner : Kevin